# 2647 Sova
A 2647 Sova (ideiglenes jelöléssel 1980 SP) a Naprendszer kisbolygóövében található aszteroida. Zdenka Vávrová fedezte fel 1980. szeptember 29-én.